# Gfäll (Falkenstein)
Gfäll ist ein Gemeindeteil des Marktes Falkenstein in der Oberpfalz auf der Gemarkung Au.

## Geographie
Das Kirchdorf liegt im Falkensteiner Vorwald nördlich der Staatsstraße 2153. Etwa eineinhalb Kilometer südlich liegt das Naturschutzgebiet Hölle.

## Erste Belege
Im Jahr 1648 wurde Gfäll mit zwei Söldnerhöfen urkundlich erwähnt. 1719 wird Gfäll mit vier halben Höfen erwähnt. 1732 konnte man acht Söldner mit je halben Höfen nachlesen. Wie die Nachbarorte Schergendorf, Winkling, Pielhof, Lackberg, Thallern und Schillertswiesen war auch Gfäll in die Gutsherrschaft Falkenstein eingegliedert. Die Herrschaft Brennberg war in dieser Gegend Grundbesitzer und hatte teilweise das Jagdrecht. Die Herrschaftsgrenze von Falkenstein verlief etwas südlich von Gfäll, bei Stadl.

## Geschichte
Im Dreißigjährigen Krieg quartierten sich die Schweden in Gfäll ein, da es eine gute Ausgangsbasis für eine mögliche Belagerung der nahe gelegenen Burg Falkenstein war. Die Schweden verlangten von der Burg Falkenstein Abgaben und drohten, den Ort Falkenstein niederzubrennen; den Bauersleuten in Gfäll führte man ihr letztes Vieh ab.
1744 plünderten und raubten die ungarischen Husaren in der Oberpfalz. Bei Winkling erinnert der „Husarenberg“ daran.
1806 wurde die Zugehörigkeit des Ortes Gfäll in die Gemeinde Au durch die Gemeindegrenzeinteilung bestimmt. 1829 gruppierte man „Gföhl“ nach der Ortslage in „Obergföhl, Mittergföhl und Untergföhl“ ein. 1864 gab es in Gfäll 21 Häuser und 57 Einwohner. Es gehörte dem Landgericht Falkenstein, dem Bezirksamt Neunburg vorm Wald und dem Rentamt Walderbach an. Eingepfarrt war Gfäll nach Rettenbach, Zell und Brennberg.

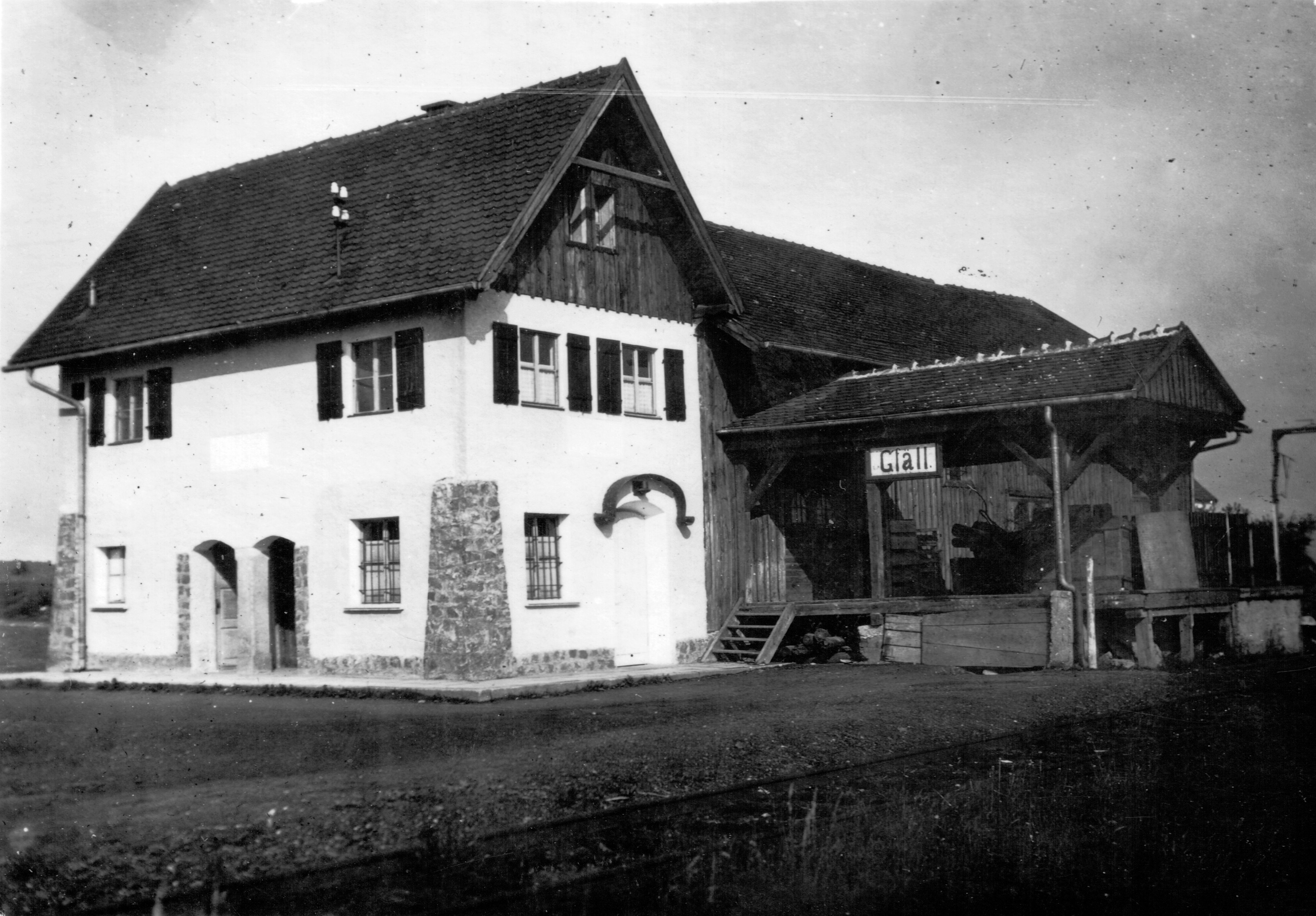
Empfangsgebäude am Bahnhof, 1946

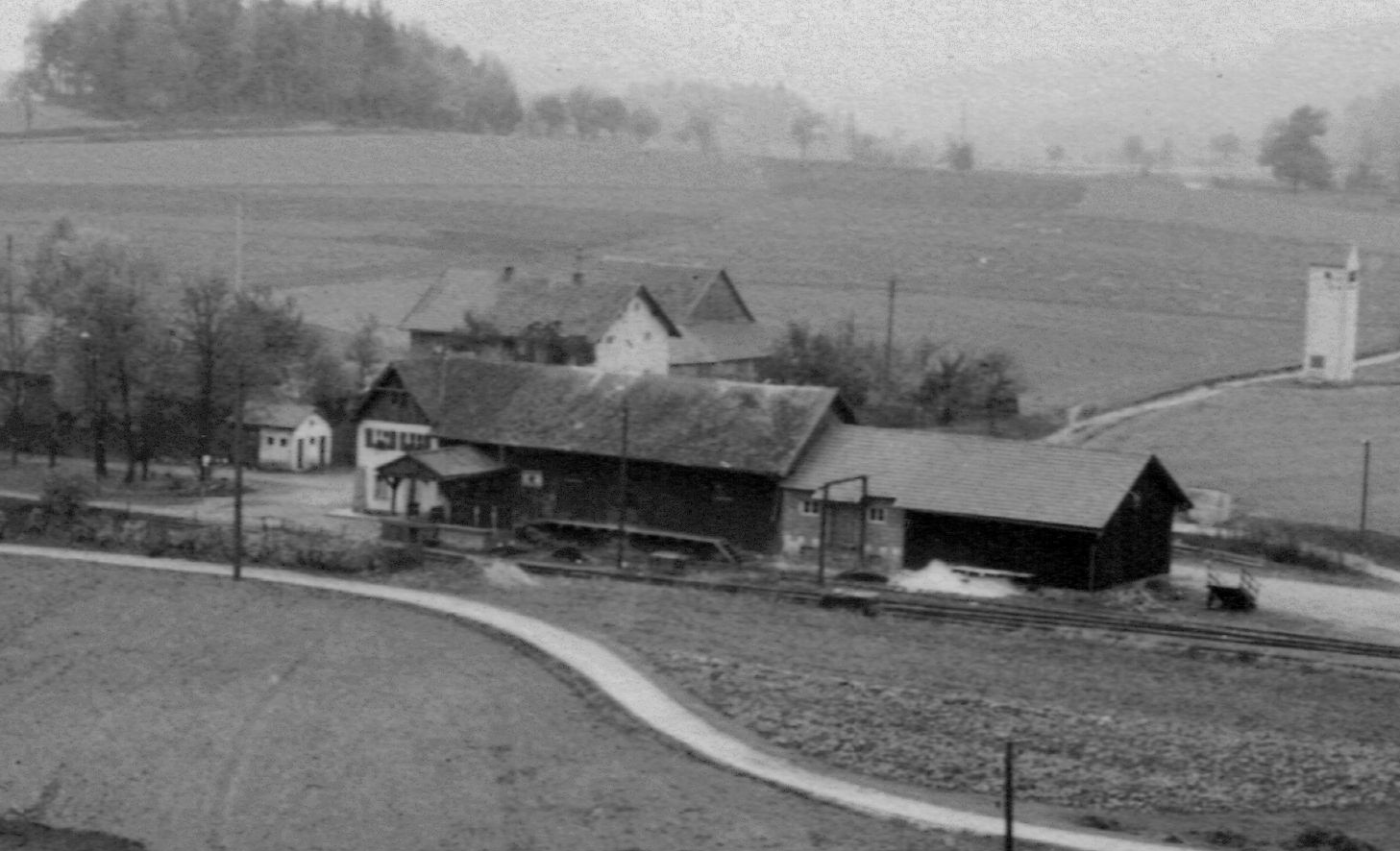
Bahnhof, um 1953

1908 bis 1913 erfolgt der Bau der Bahnlinie Wutzlhofen – Gfäll – Falkenstein. Dadurch erhielten die Gegenden entlang der Bahnlinie einen wirtschaftlichen Aufschwung. 1909 begann man mit dem Bau und am 22. Dezember 1913 wurde die Linie bereits eingeweiht. Die Bahnlinie hatte eine Länge von 35,4 km. Der Bahnhof in Gfäll war am Kilometerstein 30,2 und war der längste aller auf der Strecke befindlichen Bahnhöfe. Die Bahnhofsgebäude waren typischerweise Holzgebäude mit einem Agenturraum für den Bediensteten und einer Güterhalle. Das Bahnhofsgebäude in Gfäll, war das einzige an der Bahnstrecke, dass in Steinbauweise und zweistöckig gebaut war. In Gfäll wurden hauptsächlich landwirtschaftliche Güter, Vieh und Waldfrüchte verladen. Die Bahnhofsanlage wies eine typische Gleisanlage mit Ladegleis (mit Ladewaage) als Parallelgleis, zwei Weichenverbindungen und zwei Stumpfgleisen auf. Durch den angestiegenen Individualverkehr in den 1970er Jahren reduzierte sich aber der Personen- und Güterverkehr, worauf die Bundesbahn am 1. Juni 1984 den Personenverkehr und am 2. Juni 1985 den Güterverkehr nach Gfäll einstellte. Auf der alten Eisenbahn-Trasse wurde anschließend ein Rad- und Wanderweg errichtet. Die erste 15,3 km lange Teilstrecke die von Falkenstein aus über Gfäll verlief, wurde am 28. Oktober 1985 eröffnet. Wegen massiver Schäden wurde 2015 die ehemalige Bahnbrücke bei Gfäll abgerissen.
Am Ende des Zweiten Weltkrieges im April 1945 begann die Deportation der KZ-Häftlinge aus dem KZ Flossenbürg in das KZ Dachau. Ein Todesmarsch führte eine Häftlingskolonne auch durch Gfäll. Wer nicht mehr gehen konnte oder flüchten wollte, wurden von den Wachsoldaten erschossen. Auf dem Weg von Gfäll nach Falkenstein wurden etwa 30 Leichen entdeckt. Seit Kriegsende gibt es bei Rettenbach einen Gedenkstein, der an eine Gräberstätte von 48 KZ-Toten erinnert, die durch diese grässlichen Gräueltaten umkamen.
In den 1950er Jahren wurde die Kirche gebaut, die zum Mittelpunkt des Dorfes wurde. Der angestrebte Bau einer Schule neben der Kirche in den 1960er Jahren scheiterte, die Schule wurde in Martinsneukirchen gebaut.
1977 wird Gfäll an die Kreiswasserversorgung angeschlossen und der Ortskern erhält 1984 eine Straßenbeleuchtung.

## Filialkirche

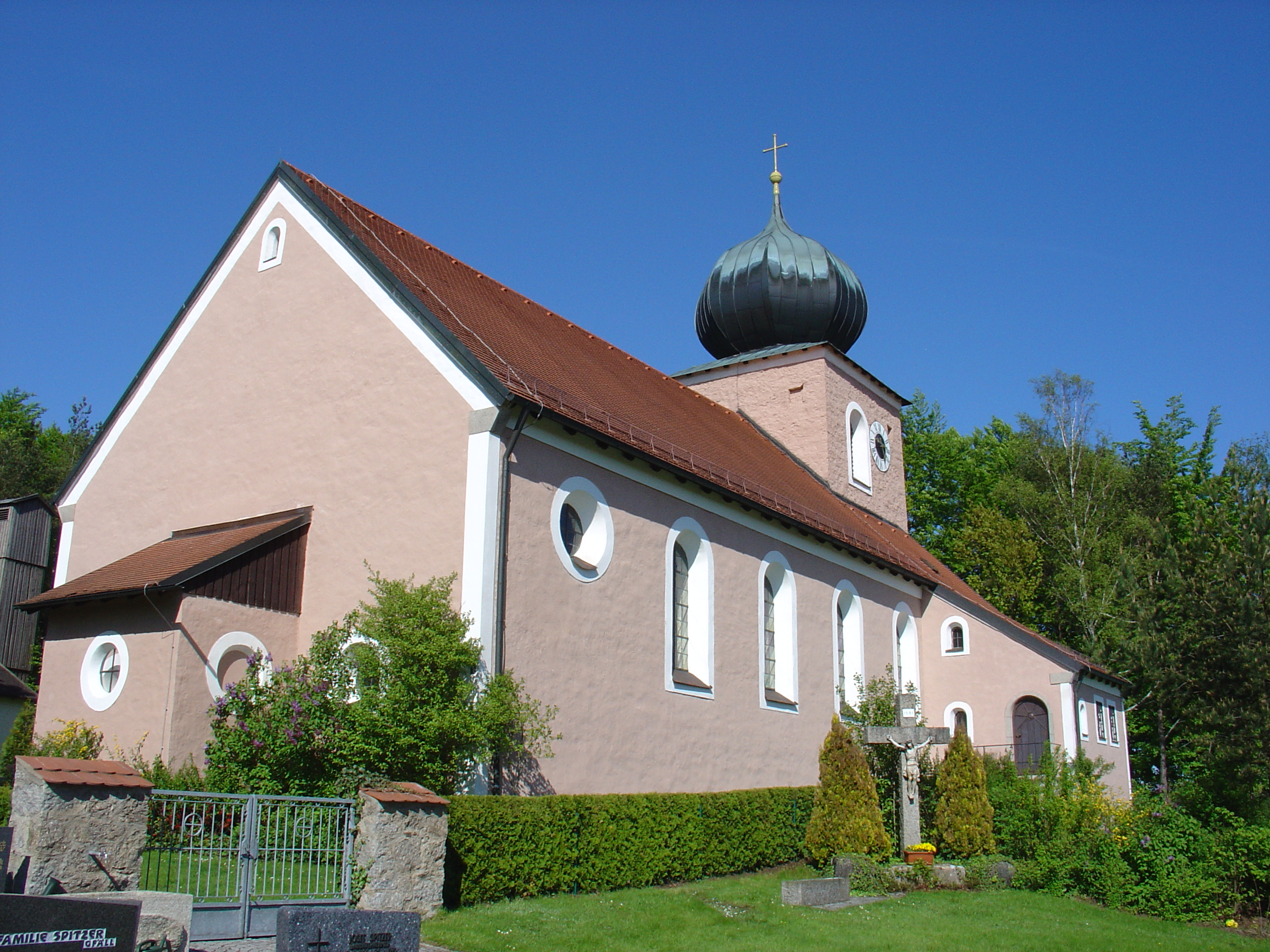
Kirche, 2005

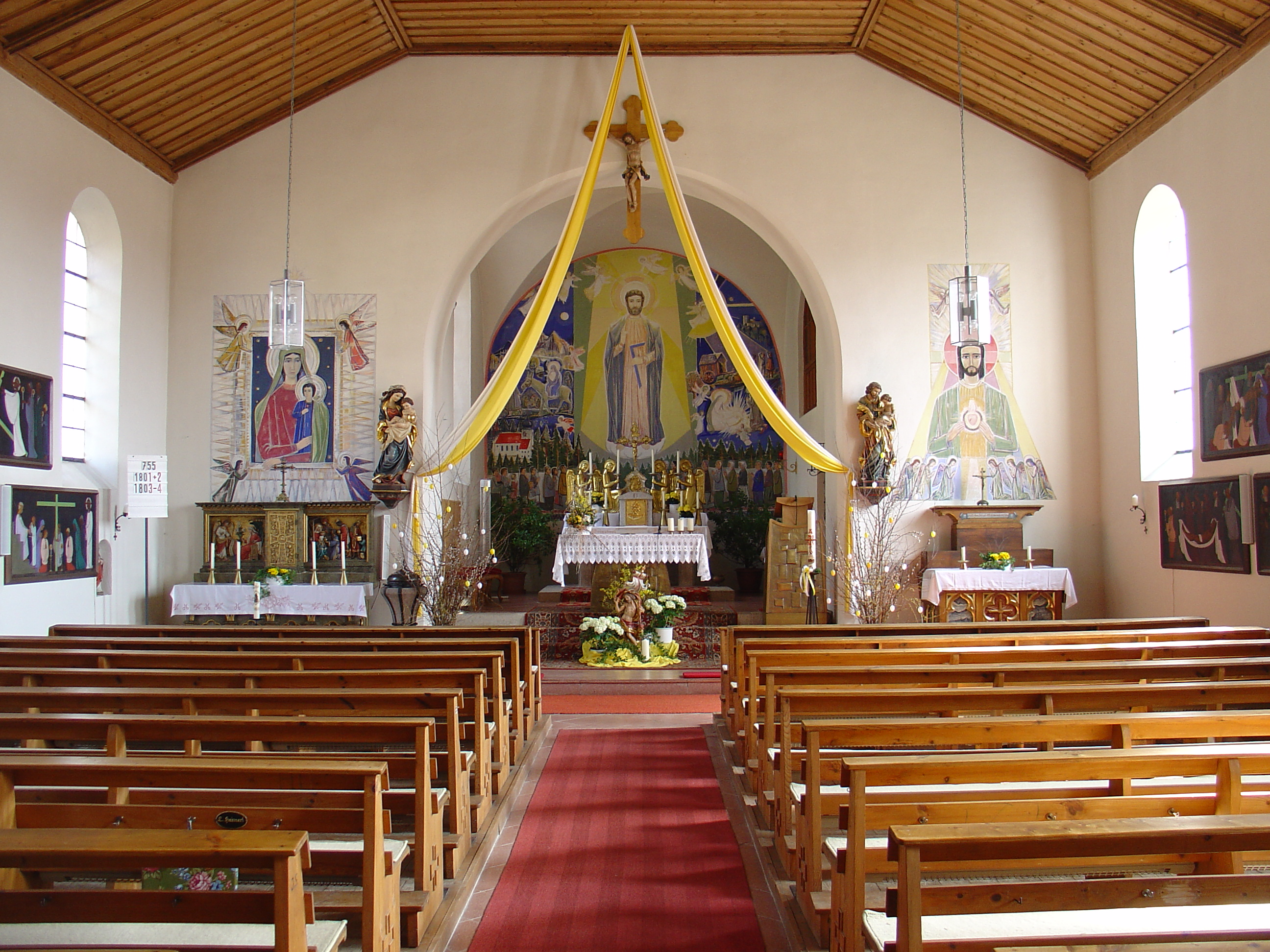
Innenansicht der Kirche, 2005

Von 1953 bis 1955 wurde die Filialkirche Gfäll mit ihrem Schutzpatron dem Hl. Josef nach den Plänen des Architekten Josef Koch von Regensburg und von der örtlichen Baufirma Spitzer erbaut, nachdem im Jahr 1948 ein Kirchenbauverein mit 22 Mitgliedern gegründet wurde. Am 8. Mai 1955 wurde die Kirche durch Weihbischof Josef Hiltl aus Regensburg konsekriert. Ein in der Apsis stehender Steinaltar zeigt im Hintergrund den bildhaften dargestellten Lebensweg der Hl. Familie. Die beiden Seitenaltäre, der Mutter Gottes (links) und dem Herzen Jesu (rechts) geweiht, sind vom Kloster Mallersdorf-Pfaffenberg gestiftet worden. Die Bilder für den Hauptaltar und den Nebenaltären hatte 1959 Studienrat Alfons Bauer von Regensburg erstellen lassen. Auf dem Chor befindet sich eine kleine Orgel. Der Kirchturm hat vier Glocken. Am Kirchturm befindet sich eine Kirchenuhr, die 1984 angebracht wurde. 1956 wurde neben der Kirche ein Friedhof mit einem Leichenhaus errichtet. 1973 wird ein Kriegsdenkmal am Kirchenplatz errichtet. 1977 musste die Kuppel der Kirche mit einem neuen Kupferblech versehen werden. 1980 wurde das Kirchendach erneuert. Seit 2013 gibt es im Friedhof eine Urnenwand, bestehend aus acht Kammern.

## Vereine

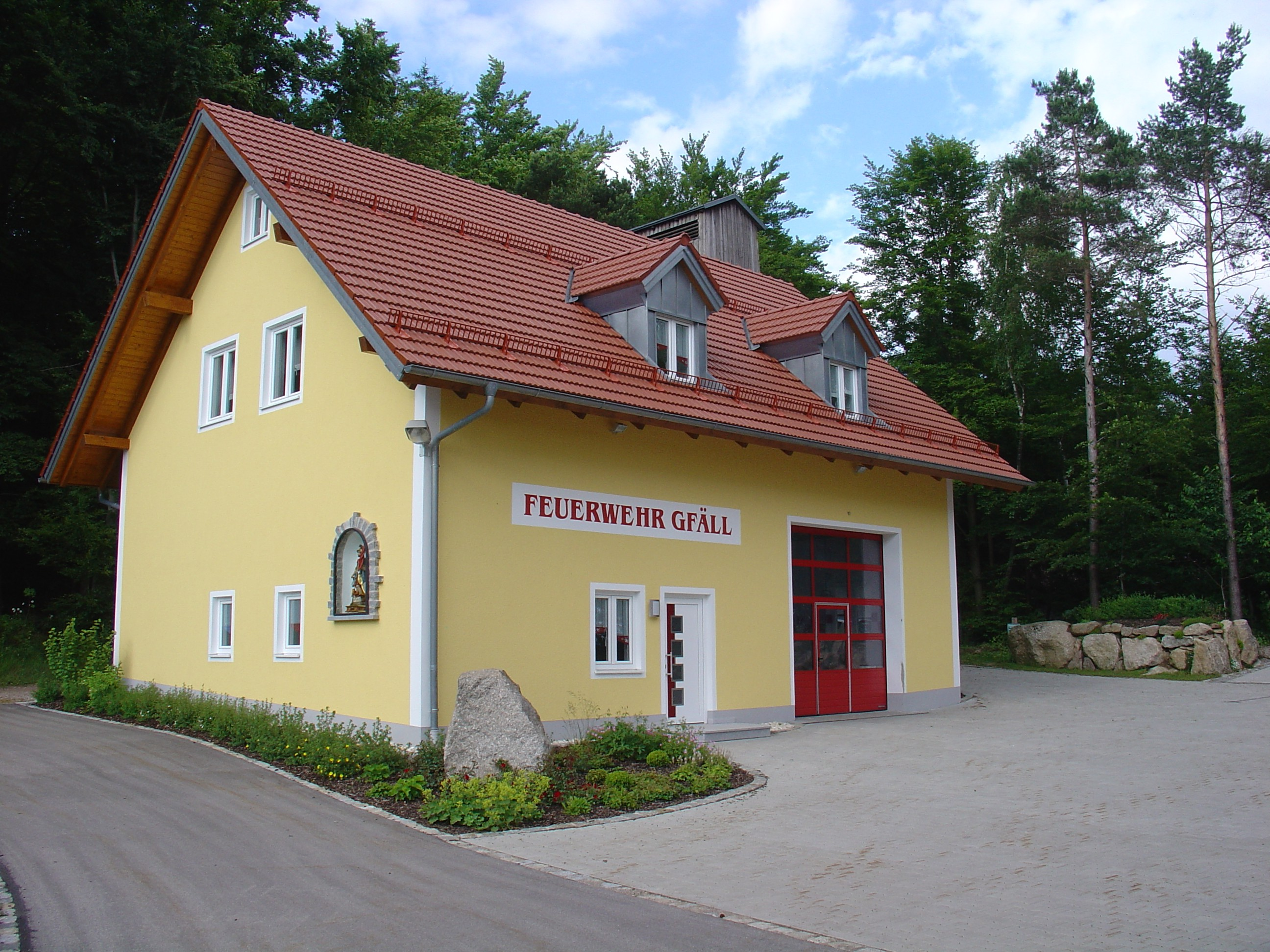
Feuerwehrhaus, 2012

1948 wurde die Freiwillige Feuerwehr Gfäll gegründet. Um 1952 wurde das erste, von 1971 bis 1972 wurde das zweite Feuerwehrhaus errichtet (nachdem ein modernes Tragkraftspritzenfahrzeug angeschafft wurde, war das alte Feuerwehrhaus zu klein geworden). Von 2009 bis 2012 wurde das dritte Feuerwehrhaus an der gleichen Stelle wie das alte errichtet, nachdem der technische Dienst der Feuerwehr die unzureichende Breite des Feuerwehrhauses beanstandet hatte.